# Liste der chinesischen Botschafter in St. Vincent und den Grenadinen
Die Botschaft der Republik China (Taiwan) befindet sich in der Murray’s Road, St. Vincent and the Grenadines, Kingstown.
| Ernannt / Akkreditiert | Name           | Hochchinesisch | Bemerkung                                      | ernannt von     | akkreditiert bei          | Posten verlassen |
| ---------------------- | -------------- | -------------- | ---------------------------------------------- | --------------- | ------------------------- | ---------------- |
| 1982                   | Zong Dong Shan | 董宗山         | Auch als Botschafter in Castries akkreditiert. | Sun Yun-suan    | Robert Milton Cato        |                  |
| 1989                   | Liubo Lun      | 刘伯伦         | Auch als Botschafter in Castries akkreditiert. | Lee Huan        | James Fitz-Allen Mitchell | 1992             |
| 1992                   | Lin Zunxian    | 林尊贤         | Auch als Botschafter in Castries akkreditiert. | Hau Pei-tsun    | James Fitz-Allen Mitchell | 1994             |
| 1994                   | Xu Qiming      | 徐启明         | Auch als Botschafter in Castries akkreditiert. | Lien Chan       | James Fitz-Allen Mitchell | 1997             |
| 1997                   | Lin Yongle     | 林永乐         |                                                | Vincent Siew    | James Fitz-Allen Mitchell | 2001             |
| 2001                   | Jiang Li Shang | 姜礼尚         |                                                | Tang Fei        | Arnhim Ulric Eustace      | Apr. 2003        |
| Apr. 2003              | Zhu Yufeng     | 朱玉鳳         |                                                | Yu Shyi-kun     | Ralph Gonsalves           |                  |
| 2008                   | Li Cheng Ran   | 李澄然         |                                                | Liu Chao-shiuan | Ralph Gonsalves           | 2010             |
| 2010                   | Shih Weber     | 施文斌         |                                                | Wu Den-yih      | Ralph Gonsalves           |                  |

Quelle: